# Volunteer Ministers

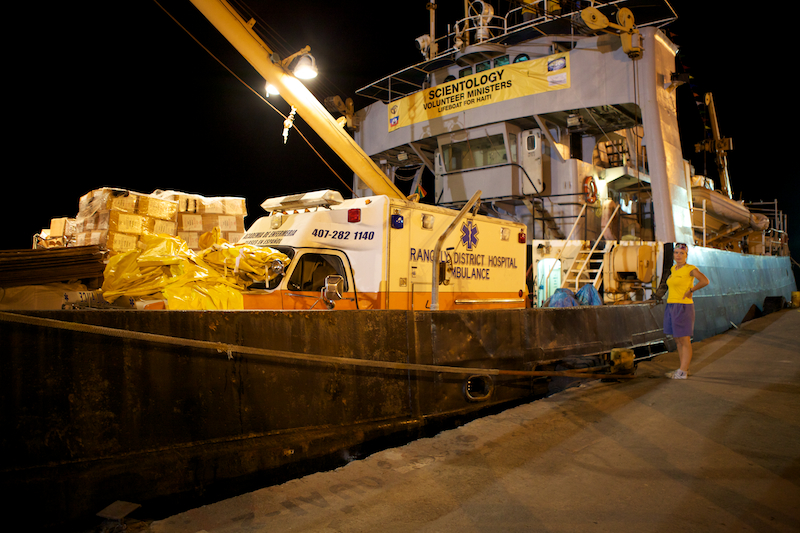
Ein Schiff der Volunteer Ministers bringt nach dem Erdbeben in Haiti medizinisches Hilfsmaterial, 2010

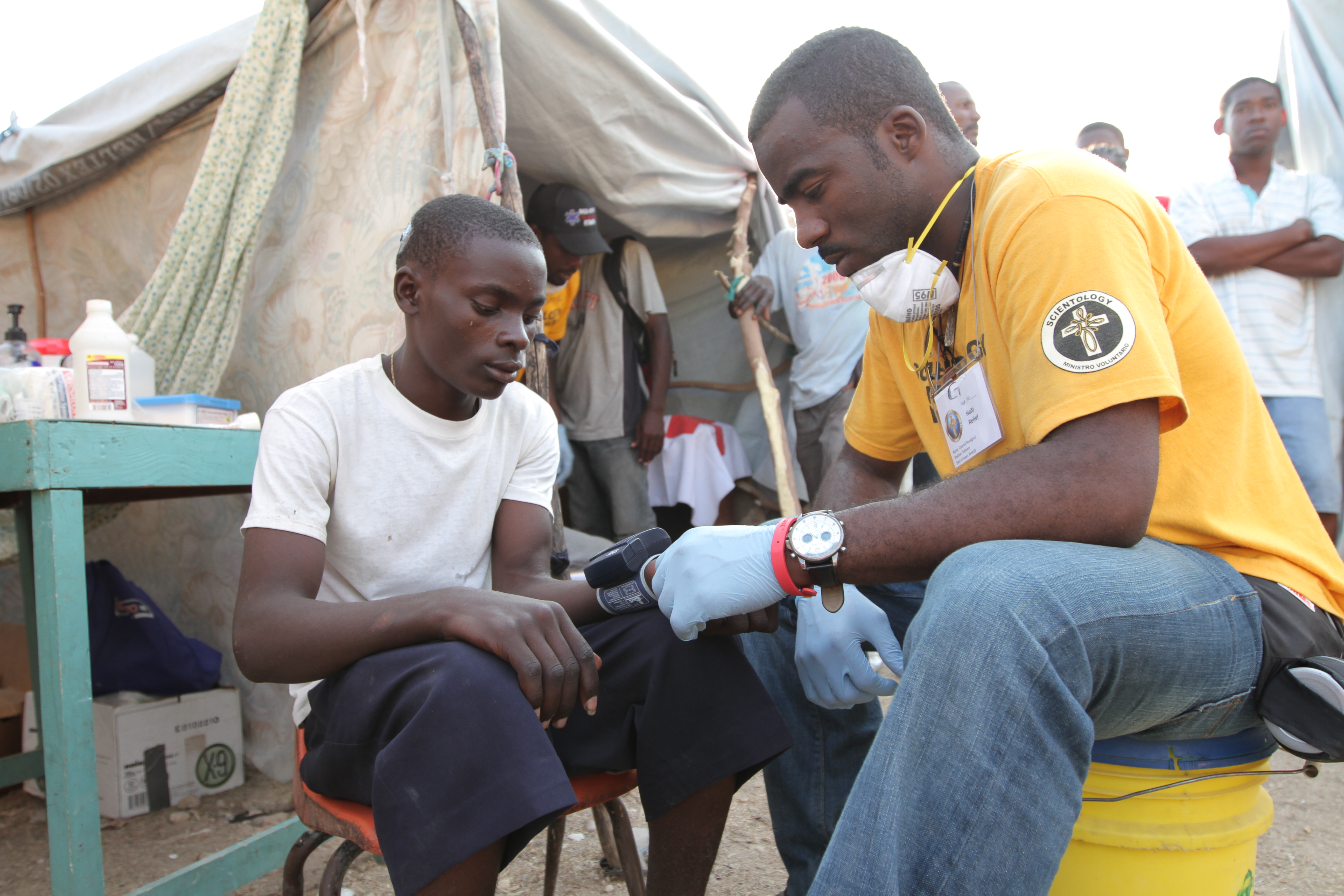
Ehrenamtliche Helfer der Volunteer Ministers im Einsatz in Haiti, 2010

Volunteer Ministers ist eine internationale Hilfsorganisation ehrenamtlich aktiver Scientology-Geistlicher. Sie soll gemäß der Lehre von Scientology-Gründer L. Ron Hubbard den „Verfall der Welt anhalten und umkehren“. Ihr gehören nach Scientology-Angaben 15.000 Freiwillige in der ganzen Welt an.

## Geschichte
Gegründet wurden die Volunteer Ministers 1976 in den USA, seit 1991 sind sie auch in Deutschland aktiv. Nach Eigenangaben waren Volunteer Ministers bei zahlreichen Katastrophen und Großschadensereignissen im Einsatz, unter anderem bei der Hochwasserkatastrophe von 2002 und beim Erdbeben im Indischen Ozean 2004.
Erkennungsmerkmal der Volunteer Ministers ist die Farbe Gelb, die sich in der Uniformierung der Angehörigen mit gelben T-Shirts und Jacken sowie anhand gelber Zelte zeigt.

## Kritik
Im Kontext der Hochwasserkatastrophe warnte die Notfallseelsorge, die Volunteer Ministers versuchten, andere freiwillige Helfer für Scientology zu gewinnen. Ähnliches sei auch beim Amoklauf von Erfurt und bei der Flugzeugkatastrophe von Überlingen zu beobachten gewesen.
Auch Stephen A. Kent berichtet Ähnliches zu den Einsätzen der Volunteer Ministers. So habe Scientology nach den Terroranschlägen am 11. September 2001 eine landesweite Telefon-Hotline mit der Bezeichnung National Mental Health Assistance eingerichtet, was häufig mit der anerkannten National Mental Health Association verwechselt worden sei. Gleichzeitig seien am Schauplatz der Katastrophe Volunteer Ministers aufgetaucht, deren primäres Ziel es gewesen sei, den erschütterten Arbeitern und Familien die Scientology-Techniken anstelle von traditioneller psychologischer und psychiatrischer Hilfe und Beratung zukommen zu lassen. Auch an anderen Katastrophenschauplätzen wollten die Volunteer Ministers professionelle Psychiater und Psychologen verdrängen.